# Asaba

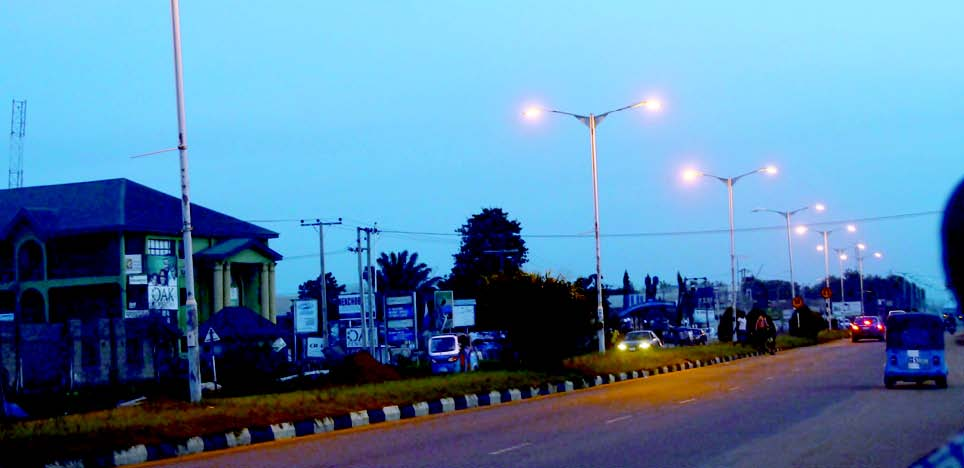
En gata i Asaba

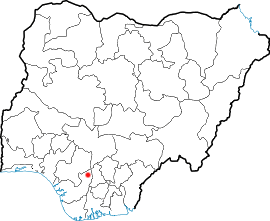
Asabas läge

Asaba är en stad i södra Nigeria, och är belägen på den västra sidan av Nigerfloden, på motsatt sida om den större staden Onitsha. Den är administrativ huvudort för delstaten Delta och har ungefär 120 000 invånare (2006).